# Oxford English Dictionary
L'Oxford English Dictionary (OED) è il principale dizionario storico della lingua inglese, pubblicato dalla Oxford University Press (OUP). Tracciando lo sviluppo dell'inglese nel corso della storia, fornisce una risorsa completa per gli studiosi e gli accademici, oltre a descrivere l'utilizzo della lingua nelle sue molte varianti intorno al mondo.

## Storia editoriale
Il lavoro sul dizionario cominciò nel 1857, ma fu solo nel 1884 che cominciò a venir pubblicato in parti mentre il lavoro era in corso, con il nome di A New English Dictionary on Historical Principles; Founded Mainly on the Materials Collected by The Philological Society (lett. "Un nuovo dizionario inglese sui principi storici; fondato principalmente sui materiali raccolti dalla Società filologica"). Nel 1895 si usò per la prima volta, in maniera non ufficiale, il titolo The Oxford English Dictionary sulle copertine della serie, e nel 1928 l'intero dizionario fu ripubblicato in volumi rilegati. Nel 1933, il titolo The Oxford English Dictionary sostituì completamente il vecchio nome in tutte le occorrenze della ristampa in 12 volumi più uno di supplemento. Molti supplementi uscirono negli anni fino al 1989, quando fu pubblicata la seconda edizione, comprendente 21728 pagine in 20 volumi. Dal 2000, è in corso la composizione della terza edizione, metà della quale è stata completata nel 2018.
La prima versione elettronica del dizionario fu resa disponibile nel 1988. La versione in linea è disponibile dal 2000, e all'aprile 2014 riceveva più di due milioni di visite al mese. Con ogni probabilità, la terza edizione sarà pubblicata esclusivamente in formato elettronico: l'amministratore dell'Oxford University Press ha affermato che una futura stampa è improbabile.